# Naučná stezka Koutské a Zabřežské louky
Naučná stezka Koutské a Zabřežské louky se nachází jižně od vesnic Kouty (část města Kravaře) a Zábřeh (část města Dolní Benešov) a severně od řeky Opava v okrese Opava v Moravskoslezském kraji.

## Další informace
Naučná stezka Koutské a Zabřežské louky vede částí přírodní rezervace Koutské a Zábřežské louky poblíž potoka Štěpánka. Na stezce je šest informačních panelů s interaktivními prvky vhodnými nejen pro děti. Stezka seznamuje s přírodou, historií a vývojem této biologicky cenné oblasti. Vede „divokou“ mokřadní oblastí luk, údolní nivy, zbytků mrtvých ramen, rozptýlené zeleně aj. Naučná stezka je celoročně volně přístupná. Stezka je obousměrná a může začínat u kříže v Koutech a končit u turistického přístřešku a kříže v Zábřehu. Stezka má délku cca 3 km a byla slavnostně zpřístupněna 1. října 2020. Společně s nedalekými Kozmickými ptačími loukami, patří oblast mezi „poslední“ rozsáhlá luční území celé nivy řeky Opavy. Na vzniku naučné stezky se podílela základní organizace Českého svazu ochránců přírody Levrekův ostrov ve spolupráci se sponzorující společností NET4GAS, s.r.o. 